# La Luz (paroisse civile)
Pour les articles homonymes, voir Luz.
La Luz est l'une des quatre paroisses civiles de la municipalité d'Obispos dans l'État de Barinas au Venezuela. Sa capitale est La Luz. En 2018, sa population s'élève à 8 497 habitants.

## Géographie

### Démographie
Hormis sa capitale La Luz, la paroisse civile possède plusieurs localités, dont :
- Caño Santo Domingo
- Curito
- El Pueblito
- El Recreo
- El Tambor
- Guasimal
- La Luz
- La Piedra
- Las Guacas
- Melendrero del Este
- Palma Real
  - Palma Real Norte
  - Palma Real Sur
- Potrerito
- San Lorenzo